# SMILE TOUR 2004 〜全国編〜
『SMILE TOUR 2004 〜全国編〜』（スマイル ツアー にせんよん ぜんこくへん）は、日本のロックバンド、L'Arc〜en〜Cielのライブビデオ。DVD版は2005年6月1日、BD版は2014年3月19日発売。発売元はKi/oon Records。

## 解説
本作品は、L'Arc〜en〜Cielが2004年3月に発表した9枚目のアルバム『SMILE』を引っ提げ、同年5月11日から同年6月27日まで日本全国7都市で開催したライブツアー「SMILE TOUR 2004」の全18公演全344曲のパフォーマンスの中から、厳選した19曲を収めたライブビデオである。
ライブツアー「SMILE TOUR 2004」は、2000年に開催したドームツアー「TOUR 2000 REAL」以来約3年半ぶりにL'Arc〜en〜Cielが行ったライブツアーになっている。L'Arc〜en〜Cielがアリーナクラス以上の会場でライブする際は、華美な装飾や大掛かりな舞台装置を活用することが多いが、今回のアリーナライブでは比較的シンプルなセットが組まれている。このツアーのステージセットについて、tetsuyaは「僕らのステージの中ではむしろシンプルでストレートな方です」と述べている。なお、このツアーに潜入レポートした音楽ライターの古河晋は、L'Arc〜en〜Cielの舞台裏の様子について「ラルクは楽屋で音を鳴らすことがかなり多いバンド」「全体的な印象としては、かなりアスリート的なバンドだと感じた。特にメンバー間で多くの会話をするという感じではなく、ただ始まりのゴングに備えて自分なりのコンディションを組み立てている、その為の最小限の情報量の楽屋なのである」「僕が舞台裏でのラルクから総合的に感じたのは、それぞれのメンバーが個人の中ではリラックスした状態を保ちながらも、バンドとしては緊張関係を保ち続けているということだった。そして本番直前に円陣を組んで全員で手を合わせた瞬間、一気に一つの生命体になるバンドなのだと思った」と音楽雑誌『ROCKIN'ON JAPAN』で印象を綴っている。
セットリストは、アルバム『SMILE』の収録曲を中心に構成されている。また、2004年4月にバンドのメジャーデビュー10周年を記念し発表した、1stアルバムの再発盤『DUNE 10th Anniversary Edition』に収録された楽曲「予感」が、このツアーで久々に披露されている。なお、「予感」はyukihiroがバンドに加入してから初演奏となった。さらにこのツアーでは、パートチェンジバンド、P'UNK〜EN〜CIELによるセルフカバーコーナーが設けられており、本作には「milky way」をセルフカバーしている模様が収録されている。ちなみにこのセルフカバーコーナーは、2008年開催のライブツアー「TOUR 2008 L'7 〜Trans ASIA via PARIS〜」まで、定期的に公演の中に組み込まれている。
フィジカルは通常盤（DVD）の1形態でリリースされている。なお、本作のジャケットデザインは、本作発売の約半年前となる2004年12月8日にリリースされた、アメリカ・ボルチモアで開催した公演の模様を収めたライブビデオ『LIVE IN U.S.A 〜at 1st Mariner Arena July 31, 2004〜』のデザインと一貫性があるように見受けられる。これは、前述のアメリカ公演が、ライブツアー「SMILE TOUR 2004」の延長線上にあったこと、本作と同様にアルバム『SMILE』の収録曲を中心としたセットリストになったことを踏まえたうえでのものと考えられる。
本作は発売初週となる2005年6月13日付のオリコン週間DVD総合チャートで、2001年に発表したミュージック・クリップ集『CHRONICLE 2』以来約4年3ヶ月ぶり通算3作目の首位を獲得している。
また、2014年2月26日には本作を含む音楽作品18タイトルを収録したBD-BOX『L'Aive Blu-ray BOX -Limited Edition-』が発売され、本作のライブ音源CDも収録された。さらに、同年3月19日には、前述のボックス・セットに収められた本作のBlu-ray Disc版が単体でリリースされた。

## 収録曲
1. READY STEADY GO （6月26日・国立代々木競技場 第一体育館）
2. Lover Boy （5月15日・名古屋市総合体育館 レインボーホール）
3. HEAVEN'S DRIVE （5月23日・仙台市体育館）
4. 予感 （5月12日・横浜アリーナ）
5. Coming Closer （6月26日・国立代々木競技場 第一体育館）
6. Time goes on （5月30日・北海道立総合体育センター）
7. 永遠 （6月11日・横浜アリーナ）
8. Butterfly's Sleep （6月26日・国立代々木競技場 第一体育館）
9. 瞳の住人 （6月26日・国立代々木競技場 第一体育館）
10. 接吻 （6月26日・国立代々木競技場 第一体育館）
11. Driver's High （6月26日・国立代々木競技場 第一体育館）
12. Feeling Fine （6月26日・国立代々木競技場 第一体育館）
13. HONEY （6月18日・マリンメッセ福岡）
14. REVELATION （6月12日・大阪城ホール）
15. Shout at the Devil （6月19日・マリンメッセ福岡）
16. milky way （P'UNK〜EN〜CIEL、6月26日・国立代々木競技場 第一体育館）
17. 自由への招待 （6月18日・マリンメッセ福岡）
18. STAY AWAY （5月16日・名古屋市総合体育館 レインボーホール）
19. 虹 （6月26日・国立代々木競技場 第一体育館）